# Nuculana taphria
Nuculana taphria är en musselart som först beskrevs av Dall 1896.  Nuculana taphria ingår i släktet Nuculana och familjen tandmusslor. Inga underarter finns listade i Catalogue of Life.